# Philippe Marçais
Philippe Marçais (Argel, 1910-París, 1984) fue un arabista, profesor y político francés.

## Biografía
Nacido en 1910 en la ciudad norteafricana de Argel, por aquel entonces bajo dominio colonial francés, trabajó en las universidades de Argel, Rennes y Lieja, además de en la Escuela de Lenguas Orientales. Su trayectoria universitaria finalizó en septiembre de 1980. Fue además diputado en la Asamblea Nacional francesa de 1958 a 1962. Falleció en París en 1984.
Fue autor de obras como Le parler arabe de Djidjelli, Textes arabes de Djidjelli (1976), y Esquisse grammaticale de l'arabe maghrébin (1977), en la que realizó un estudio de los dialectos del árabe magrebí del norte de África, cuya utilidad se hallaría en constituir una introducción general a la gramática del idioma. Un manuscrito suyo, Parlers arabes du Fezzân, fue editado póstumamente por Dominique Caubet y publicado en 2001.